# 周正雄
周正雄（1975年11月21日—），是出生於台灣台北市的棒球運動員之一，曾效力於中華職棒中信鯨隊，守備位置為二壘手。2004年初因不滿球團將其降至二軍且降薪幅度太大，因此選擇離隊。2013年起擔任新北市成棒隊的總教練，2023年7月卸任，現為Eleven Sports、愛爾達電視的球評。
其哥哥為中華職棒的裁判組督導周駿勝。

## 經歷
- 台北市萬大國小少棒隊
- 台北市北西聯盟少棒隊
- 台北縣板橋國中青少棒隊（榮工）
- 台北縣華僑中學青少棒隊（榮工）
- 台北縣中華中學青棒隊（榮工）
- 台北縣輔仁大學棒球隊（養樂多）
- 中華職棒中信鯨隊（2000年～2003年）
- 台鹽公司業務員
- 大台北棒球打擊場駐場教練
- 棒球用品專賣店老闆
- 台北縣新埔國中青少棒隊教練
- 台北廣告聯誼會 廣聯壘球隊教練（2006年～2009年）
- 輔仁大學棒球隊教練（2005年～2009年）
- 台灣科技大學棒球隊教練（2007年～2009年）
- 金采風棒球隊
- 大新莊慢速壘球隊
- 桃園縣e世博棒球隊（乙組）
- 台北縣成棒隊→新北市成棒隊守備教練（2009年～2013年）
- 輔仁大學體育系碩士在職班體育學組（2007年～2011年）
- 新北市成棒隊總教練（2013年～2023年）
- 愛爾達體育台棒球球評
- ELEVEN SPORTS棒球球評

## 職棒生涯成績
| 年度 | 球隊   | 出賽 | 安打 | 全壘打 | 打點 | 盜壘 | 四壞 | 三振 | 壘打數 | 雙殺打 | 打擊率 |
| ---- | ------ | ---- | ---- | ------ | ---- | ---- | ---- | ---- | ------ | ------ | ------ |
| 2000 | 和信鯨 | 17   | 2    | 0      | 1    | 0    | 2    | 3    | 3      | 2      | 0.095  |
| 2001 | 和信鯨 | 69   | 25   | 1      | 9    | 3    | 7    | 34   | 36     | 1      | 0.194  |
| 2002 | 中信鯨 | 56   | 22   | 1      | 8    | 1    | 1    | 22   | 27     | 1      | 0.286  |
| 2003 | 中信鯨 | 31   | 5    | 0      | 0    | 0    | 2    | 7    | 6      | 1      | 0.259  |
| 總計 | 4年    | 173  | 54   | 2      | 18   | 4    | 12   | 66   | 72     | 5      | 0.256  |

## 特殊事蹟
- 2000年7月20日中職初登場，在台中棒球場對興農牛的比賽中接替郭博承擔任第7棒二壘手，1打數無安打。
- 2000年7月28日中職初先發，在台北市立棒球場出戰兄弟象隊，擔任第二棒游擊手，3打數0安打1保送1得分。
- 2000年9月2日中職初安打，在嘉義市立棒球場出戰統一獅隊，擔任第八棒游擊手，3打數1安打。
- 2000年9月29日中職初打點，在嘉義市立棒球場出戰興農牛隊的比賽中代打並接替林岳亮擔任第七棒游擊手，2打數1安打1打點。
- 2001年6月17日，在新莊棒球場出戰兄弟象隊，於4局上面對王勁力擊出中外野方向2分打點全壘打，為中職生涯首轟，並且獲得該場比賽的單場MVP。

## 外部連結
- 周正雄在台灣棒球維基館上的頁面（繁體中文）
- 球員資訊和成績在中華職棒官網（中文）